# Christopher Hooley
Christopher Hooley (* 7. August 1928 in Edinburgh; † 13. Dezember 2018) war ein britischer Mathematiker, der sich mit analytischer Zahlentheorie beschäftigte.
Hooley promovierte 1958 bei Albert Ingham an der Cambridge University (Some Theorems in the Additive Theory of Numbers). In Cambridge gewann er auch den Adams Prize (1973). 1974 erhielt er den Sc. D. an der Universität Cambridge. Er war bis zu seiner Emeritierung Professor an der University of Cardiff und dort zeitweise Leiter der Fakultät für Reine Mathematik. Er war mehrfach Gastwissenschaftler am Institute for Advanced Study (1970/1, 1976, 1977).
1967 bewies er die Artin-Vermutung unter Annahme von Spezialfällen der Verallgemeinerten Riemann-Vermutung (On Artins conjecture, Journal für Reine und Angewandte Mathematik, Bd. 225, 1967, S. 209–220). Die Artin-Vermutung besagt, dass ganze Zahlen, die keine Quadratzahlen sind und ungleich −1 sind, Primitivwurzeln modulo unendlich vielen Primzahlen sind. Die Vermutung ist nach wie vor offen.
1988 bewies er die Gültigkeit des Hasse-Prinzips (Lokal-Global-Prinzip) für nicht singuläre kubische Formen in mindestens 9 Unbekannten (On nonary cubic forms, Journal für Reine und Angewandte Mathematik, Bd. 386, 1988, S. 32–98). Das Prinzip besagt, dass aus der Lösbarkeit in reellen und p-adischen Zahlen (lokal) die Lösbarkeit in rationalen Zahlen folgt (global). Für quadratische Formen trifft dies zu (Satz von Hasse-Minkowski), für kubische Formen aber nicht in jedem Fall.
1983 wurde er Fellow der Royal Society. 1980 erhielt er den Senior-Berwick-Preis der London Mathematical Society. 1983 hielt er einen Plenarvortrag auf dem ICM in Warschau (Some recent advances in analytic number theory) und 1974 war er Invited Speaker auf dem ICM in Vancouver (The distribution of sequences in arithmetic progressions).

## Schriften
- Applications of sieve methods to the theory of numbers, Cambridge Tracts Bd. 70, Cambridge University Press 1976